# The Grudge
The Grudge (conocida como La maldición en Hispanoamérica y El grito en España) es una película estadounidense de terror de 2004. El filme es la primera entrega en la serie de películas de horror estadounidenses The Grudge. La película se estrenó en Estados Unidos el 22 de octubre de 2004 y fue dirigida por Takashi Shimizu (director de la serie original) mientras que Stephen Susco escribió la adaptación o remake. En la tradición, al igual que en la serie original, el argumento de la película se relata en una secuencia no lineal de acontecimientos e incluye varios subargumentos cruzados. La película está considerada PG-13 por la MPAA y 15 por la BBFC por su contenido de material temático maduro por sus imágenes inquietantes, terror, violencia y cierta sensualidad. La película ha adquirido un estatus de culto entre muchos usuarios de varios foros de Internet como Rotten Tomatoes e Internet Movie Database. El filme también ha generado varias secuelas, como The Grudge 2 (estrenada el 13 de octubre de 2006)) y The Grudge 3 (estrenada directamente en DVD el 12 de mayo de 2009). Un reboot de la película fue lanzado de enero de 2020, también titulado The Grudge.

## Argumento
The Grudge describe una maldición que nace cuando alguien muere bajo el influjo de un sentimiento extremo de ira o pena. Aquellos que encuentran esta fuerza asesina sobrenatural mueren y la maldición renace repetidamente, pasando de víctima a victimario en una interminable y creciente cadena de horror. Los acontecimientos siguientes se explican en su orden temporal (el cual es diferente al orden mostrado en la película, que sigue una cronología no lineal).

### Los asesinatos de los Saeki y Peter Kirk
(Nota: Estos acontecimientos ocurren tres años antes de los sucesos en la película y varios hechos descritos en esta sección solo aparecen en el "corte del director" aunque sí aparecen en la versión normal). 
Kayako Saeki es una joven japonesa, infelizmente casada con Takeo Saeki. Ella empieza a obsesionarse con Peter Kirk, un profesor estadounidense que trabaja en Japón, por lo que relata sus fantasías y deseos por él en su diario personal, además de enviarle continuas cartas de amor sin que Peter sepa de quién se trata. Una noche, Kayako regresa a casa, entra en su dormitorio en el piso superior y encuentra a su marido leyendo su diario personal. Él la mira furiosamente y deja caer el diario en el suelo, camina hacia ella, la carga rasgando sus ropas y la empuja contra la pared. Aunque Kayako intenta liberarse y grita, Takeo la empuja al piso (rompiéndole el tobillo en el proceso), golpeando las paredes mientras vocifera y grita. Kayako gatea bajo las escaleras, pero Takeo la toma de la parte inferior de su cuerpo y le fractura el cuello, casi matándola, mientras ella emite una especie de graznido. Takeo toma por el cabello a su esposa, arrastrándola hasta el armario de Toshio, donde finalmente muere. Después de esto, Takeo asesina a Toshio, el hijo de ambos, quien había atestiguado todo, ahogándolo junto con su gato. Al ver lo que había hecho, Takeo, desesperado, se cuelga en su habitación, aunque una de las versiones japonesas muestra que lo ahorcó el mismo cabello de Kayako.
Al día siguiente, Peter Kirk acude a la residencia de los Saeki con una de las cartas de amor recibidas. Ve las manos de Toshio colgando de la ventana del baño, amoratadas y arañadas, por lo que entra y decide quedarse con el niño en su cuarto, coloreando. Es el mismo cuarto donde se había ahorcado Takeo, pero su cuerpo ha desaparecido. 
Peter mira por el resto de la residencia, entrando al interior del dormitorio de Takeo y Kayako, donde encuentra varias fotos de la familia en una pila del piso, con el rostro de Kayako rasgado en cada una de ellas, así como el diario de Kayako, por el que averigua más sobre la obsesión. 
Tres años después, Matthew Williams (William Mapother), su esposa Jennifer (Clea DuVall) y su madre enferma Emma (Grace Zabriskie), se mudan a Tokio como resultado del ascenso de Matthew y con la ayuda de su hermana Susan (KaDee Strickland), que también vive en Tokio y les ayuda a encontrar casa. La salud y el estado de Emma se deterioran rápidamente tras la mudanza. Jennifer se desencanta con la vida en Japón pues no puede dormir en la noche por las impacientes agitaciones de Emma, no puede hablar el idioma local y se encuentra perdida. Matthew asegura que las cosas mejorarán. El sonido de un tazón golpeándose en el piso la despierta y regaña a Emma por el desorden, pero luego ve el rastro de unas huellas de niño que conducen fuera de la habitación hacia el pasillo, sale y sigue a un gato que la lleva hacia arriba hasta su dormitorio, el cual solía anteriormente ser el de Toshio. Cuando entra en el cuarto, la puerta se cierra detrás de ella.
La hermana de Matthew, Susan, está preparándose para dejar la oficina. Ha intentado sin éxito ponerse en contacto con su familia y está cada vez más preocupada (a la vez que Karen Davis está en la casa por primera vez). Susan escucha sonidos croantes en el vestíbulo y se apresura rumbo a las escaleras. En ese momento suena su teléfono; el identificador de llamadas señala que es Matthew. Al contestar, todo lo que logra escuchar es el terrible traqueteo de la muerte. En ese momento, las luces de las escaleras comienzan a parpadear y se van rompiendo una por una. Asustada, Susan se asoma por el pasamanos y ve al fantasma de Kayako gateando bruscamente por encima de las escaleras. Susan se precipita a huir, pero algo agarra su amuleto de pata de conejo de su teléfono, que se arranca antes de que ella pueda cerrar la puerta. Cuando alza la vista ve al fantasma de Kayako agarrando el amuleto, ya que no puede moverse en el vestíbulo encendido. Susan huye a la oficina de seguridad, luchando contra su pánico y la barrera lingüística para pedir ayuda. Cuando mira el monitor de la cámara de seguridad mientras el guardia de seguridad investiga, el negro fantasma de Kayako se materializa en el vestíbulo y camina hacia la cámara, por lo que Susan huye despavorida del edificio.
Susan aborda un taxi para volver a su departamento. Toma un elevador y mientras sube no logra darse cuenta de que Toshio aparece en cada piso mirándola. Susan finalmente se siente segura al entrar, pero en ese momento suena su teléfono: es Matthew, que dice haber olvidado su número de apartamento. Ella le dice dónde encontrarla y activa la apertura de la puerta del edificio con el teléfono. Antes de que pueda colgar, suena inmediatamente el timbre de su departamento. Pensando que no es posible que le haya dado tiempo de llegar a Matthew, verifica por la mirilla de la puerta pero ve que sí es él, por lo que piensa que le ha gastado una broma. Furiosa abre la puerta, pero no hay nadie. La respiración ruidosa suena en voz alta a través del teléfono en la mano de Susan. Lo avienta en el suelo, expulsando las baterías, pero el sonido sigue todavía. Asustada, corre hacia su habitación. Encogiéndose en la cama, Susan alcanza y saca por debajo de las fundas el pie de conejo, dejándolo caer entre su propio miedo. Un bulto ondea por debajo de la sábana y se mueve hacia Susan, que levanta la sábana y se encuentra con la mirada fija del fantasma de Kayako. Da un tirón debajo de las fundas, y la sábana cae sobre la cama ahora vacía.

### Los trabajadores sociales
(Los acontecimientos en esta sección se muestran a través del film, aunque tienen lugar poco después de la mudanza de los Williams a la casa).
Yoko (Yoko Maki) es una trabajadora del centro de seguridad social asignada para atender a Emma y limpiar la casa. Al llegar saluda a una insensible Emma, se coloca su Walkman® y se dispone a limpiar la casa. Cuando escucha ruidos desconocidos del ático se quita los auriculares, sube al piso de arriba a investigarlos, abre el armario y examina el ático con un encendedor. Allí ve con terror una cara que no es otra cosa que el fantasma de Kayako; esta la sujeta por el cuello y la estrangula. Esta escena se explica en el "corte del director".
Cuando Yoko no se presenta en su trabajo al día siguiente, su jefe Alex (Ted Raimi) le pide a Karen Davis (Sarah Michelle Gellar) que la cubra. Al llegar, encuentra a Emma en el piso cerca de su cama en estado catatónico. Karen la asea y acuesta antes de limpiar la casa, que está de nuevo desordenada. Cuando entra al dormitorio de arriba encuentra un armario asegurado con cinta adhesiva y sonidos que provienen del interior y se asusta al encontrar a un niño japonés y a un gato adentro. Karen encuentra el diario íntimo de Kayako y lo toma. Cuando baja a leerlo, lo revisa y encuentra un pedazo de foto del profesor Peter Kirk, se acerca a la parte inferior de la casa, donde está la salida, y ve que en un estante hay una foto arrugada de la familia Saeki, donde el rostro de Kayako ha sido arrancado. Repentinamente aparece el niño, sujeto a los barrotes de las escaleras, mirándola fijamente. Asustada, Karen pregunta su nombre: y el contesta, Toshio. Al instante, suena el teléfono y se escucha el contestador con la voz de Susan preguntando por su familia. Mientras Karen escucha atenta el mensaje, en el vidrio de al lado pasa Kayako hacia la habitación de Emma. Karen entra y ve a Emma levantada, aparentemente hablando con alguien, mira a Karen y esta le pregunta  con quién está hablando y ella responde, "solo quiero que me deje en paz". Karen la acuesta, mientras una sombra oscura de cabello surge de una esquina del cuarto, Karen la ve y queda aterrada de la impresión, y en ese momento Emma se asusta y muere, y Karen corre hacia atrás mientras se ve la negra cara del fantasma despejada, y sus ojos blancos. Kayako gira hacia adelante sus pupilas negras, mirando a Karen, y esta cae desmayada.
Alex llega finalmente al lugar y descubre a Emma muerta y a Karen profundamente perturbada por los acontecimientos. Una vez enviada al hospital, los detectives interrogan a Alex. El detective Nakagawa (Ryo Ishibashi) le pregunta a Alex sobre las personas que vivían allí, y él le dice que Karen había hecho la suplencia ya que Yoko ha estado faltando al trabajo desde el día anterior. Los detectives se dan cuenta de que el auricular del teléfono no está en la base y pulsan el botón de búsqueda. Siguen la pista de los sonidos del ático, donde descubren los cuerpos de Matthew y su esposa, así como una espeluznante mandíbula (de Yoko), y se preguntan a quién podría pertenecer y dónde se encuentra el resto del cuerpo del cual pudo formar parte. Karen despierta en el hospital y le dice a su novio que no está segura de lo que pasó, en eso llega el detective Nakagawa y habla con Karen; ésta le cuenta su historia a los detectives en el hospital, haciendo hincapié en la aparición de un niño.
Karen sale del hospital y vuelve a su casa con su novio. En los días siguientes Kayako la atormenta constantemente en la ducha, el autobús, etc., por lo que comienza su investigación sobre el domicilio y se entera más a fondo de los asesinatos y de todo lo que ocurrió con la familia Saeki. Alex, en su casa, baja las escaleras y ve de nuevo a Yoko mientras ella está arrastrándose hacia abajo de las escaleras. Luego revela su rostro, ahora horriblemente desfigurado por la ausencia de su mandíbula y sin nada para sujetar su lengua, que cuelga fuera de la boca. 
El detective Nakagawa está convencido de que el origen de las muertes y las personas extraviadas está vinculado con la casa cuando analiza por completo el vídeo de seguridad tomado en el lugar de trabajo de Susan, tras ver cómo Kayako baja las escaleras para después aproximarse cara a cara a la cámara, emitiendo su famoso traqueteo de muerte mientras el vídeo se diluye. 
Karen interroga a la esposa de Peter Kirk, quien no parece saber nada con respecto a la casa, sus inquilinos o por qué su marido se suicidó (esta escena también se puede apreciar en la "versión del director") pero permite a Karen buscar entre viejas fotografías. Karen descubre a una Kayako viva en el fondo de cada una de las fotos, claramente siguiendo a la pareja.
Nakagawa regresa a la casa de los Saeki con dos latas de gasolina, empeñado en incendiarla, pero le distraen los sonidos de Toshio ahogándose en la tina del baño. Entra y encuentra al niño, y al intentar reanimarlo el niño abre los ojos y Takeo aparece detrás de él, lo empuja en la bañera y lo ahoga como a Toshio. Karen regresa a la casa al enterarse de que su novio, Doug (Jason Behr), ha ido a buscarla.
Dentro de la casa, Karen experimenta un flashback de la visita de Peter Kirk. Lo ve, reviviendo la experiencia con él descubriendo el cuerpo de Kayako y abandonando la casa. Karen huye a la planta baja. Doug le agarra el tobillo antes de que ella se marche. Él está incapacitado y ella intenta arrastrarlo a la puerta (aquí hay otra toma exclusiva de la "versión del director" que muestra a Takeo rajando la garganta del gato, ahogando a Toshio y poniendo el cuerpo de Kayako en el ático). Una puerta se abre arriba y el fantasma de Kayako baja las escaleras gateando sobre ellos y asesina a Doug. Karen abre la puerta, pero el fantasma de Kayako de repente aparece allí, por lo que cierra de golpe la puerta y da un puntapié sobre una de las latas de gas. Toma el mechero de Doug y lo tira sobre el gas. La pantalla se pone blanca (en la versión del director hay escenas de Karen al entrar en una ambulancia).
En el hospital Karen se entera de que la casa fue rescatada del incendio y está de luto por Doug. Tras superar una visión del cabello de Kayako desde debajo de la sábana que la cubre, no se da cuenta de la aparición de Kayako detrás de ella con su familiar traqueteo de la muerte.

## Reparto
- Sarah Michelle Gellar como Karen Davis, una estudiante de intercambio quien toma un trabajo como una trabajadora social para conseguir un crédito social.
- Jason Behr como Doug, novio de Karen, que asiste a la Universidad de Tokio como estudiante de arquitectura y tiene un trabajo de medio tiempo en un restaurante.
- Ryo Ishibashi como Nakagawa, policía que ve cómo mueren o desaparecen sus colegas de trabajo bajo misteriosas circunstancias durante la investigación del caso del asesinato de la familia Saeki. Está demasiado enterado de la casa y de su extraña historia.
- Takako Fuji como Kayako Saeki, una mujer casada que siente gran atracción hacia Peter Kirk.
- Yuya Ozeki como Toshio Saeki, el hijo de seis años de Kayako y Takeo Saeki.
- Ted Raimi como Alex, el director del centro de asistencia social en el cual trabajan Yoko y Karen.
- Grace Zabriskie como Emma Williams, la madre de Matthew, que sufre de demencia senil.
- Bill Pullman como Peter Kirk, un profesor estadounidense en Tokio, que recibe un gran número de cartas de amor de Kayako, una mujer que no conoce.
- Takashi Matsuyama como Takeo Saeki, esposo de Kayako, que se enfada cuando descubre los sentimientos de ella por otro hombre. Asesina a Kayako y a su hijo Toshio antes de los acontecimientos en la casa y con ello los sujeta a una maldición.
- Yoko Maki como Yoko, una trabajadora social japonesa que habla inglés y a la que encargan el cuidado de Emma Williams.
- William Mapother como Matthew Williams, un procesador de datos que recibe un ascenso que le exige mudarse a Tokio.
- Clea DuVall como Jennifer Williams, la esposa solitaria de Matthew que intenta ajustarse a la nueva vida en Japón.
- KaDee Strickland como Susan Williams, la joven hermana de Matthew, que reside y trabaja en Tokio, y ayuda a su hermano, cuñada y madre a escoger y a mudarse a su nuevo hogar.
- Rosa Blasi como Maria Kirk, la esposa de Peter.
- Courtney Webb como la mujer enferma, muchacha joven que está en el mismo hospital que Karen en un breve cameo.

## Recepción
El filme se inauguró en 3348 salas de cine en América del Norte. La película generó $39,1 USD millones en ventas de los boletos en su primer fin de semana (22 - 24 de octubre del 2004). El film declinó después en un 43% en su segundo fin de semana, ganando $21,8 USD millones y convirtiéndose en la primera película de terror en rematar de la taquilla de la temporada de Halloween desde House on Haunted Hill. La película recaudó un total de $110 359 362 USD solo en América del Norte y $183 474 602 a nivel mundial, excediendo las lejanas expectativas de los analistas de taquillas y de los ejecutivos de Sony Pictures. Sony también indicó el costo de la película en menos de $10 millones en producción, de tal modo que se convirtió en una de las películas más provechosas del año.
La película tiene un puntaje de aprobación de 40% en Rotten Tomatoes (con 58 comentarios positivos de 144 críticas cinematográficas contadas), mientras que cuenta con un puntaje promedio de 5,7/10 en Internet Movie Database.

### Secuelas
Una secuela, The Grudge 2, fue anunciada tres días después del estreno del film. La secuela fue protagonizada por Amber Tamblyn como Aubrey, la hermana menor de Karen, quien es enviada a Japón por su madre para traer a Karen de regreso a casa. Una secuela de The Grudge 2 fue anunciada por Sony durante el Comic-Con de San Diego de 2006. Takashi Shimizu indicó que se ofrecía para dirigir la secuela pero que produciría parcialmente el film. The Grudge 3 fue estrenada finalmente en 2009.
Un reboot de la saga, también titulado The Grudge, fue estrenado en 2020.

## Formato casero
La película fue estrenada en DVD el 1 de febrero de 2005. Fue estrenada como una versión estándar de la película con solamente algunas características especiales. El 17 de mayo de 2005 el sistema de puntaje de la Motion Picture Association of America (MPAA) desconsideró la versión del director de The Grudge, que fue lanzada en DVD en América del Norte. El lanzamiento incluyó varias escenas que fueron cortadas para alcanzar un grado más leve de la MPAA, así como otras que fueron quitadas para mantenerse al corriente y por razones de argumento. Esta versión de la película fue utilizada como la exhibición en cines de Japón. El estreno también contuvo las nuevas escenas, comentarios, las historias de "In a Corner" y otro contenido involucrado con Gakkô no kaidan G.